# Šimun Durhamski
Šimun Durhamski (eng. Symeon of Durham, Simeon of Durham)(umro poslije 1129.) je bio engleski kroničar i redovnik durhamskog priorata.
Kad se Vilim Saint-Calaiški vratio iz normanskog izgona 1091. godine, Šimun je vjerojatno bio s njime. Vremenom je postao precentor priorata, a primjerci njegovih pisanja su sačuvani u nekoliko durhamskih knjiga, među kojima je Liber Vitae, t.zv. Kantorova knjiga (čiji tekst je morao ažurirati jer je to bilo dijelom njegove dužnosti precentora) te u kopijama njegovih povijesnih radova.
Autorom je dvaju povijesnih radova koja su osobice vrijedna za sjeverne poslove, Libellus de Exordio atque Procursu istius, hoc est Dunelmensis, Ecclesie (Mala knjiga o podrijetlu i napredku ove Crkve, koja je durhamska) te povijesna zbirka Historia regum Anglorum et Dacorum.